# Sidi Abdelmoumen (Marroc)
Sidi Abdelmoumen (en àrab سيدي عبد المومن, Sīdī ʿAbd al-Mūmin; en amazic ⵙⵉⴷⵉ ⵄⴱⴷⵍⵎⵓⵎⵏ) és una comuna rural de la província de Chichaoua, a la regió de Marràqueix-Safi, al Marroc. Segons el cens de 2014 tenia una població total de 9.007 persones.